# Mineur non accompagné en France
Pour les articles homonymes, voir MNA et MIE.
En droit français, un mineur non accompagné (MNA) est une personne âgée de moins de 18 ans séparée de ses représentants légaux sur le sol français. Quelle que soit sa nationalité, elle doit être prise en charge par l'aide sociale à l'enfance. Cette situation a aussi été décrite par l'expression mineur isolé étranger (MIE), ou simplement mineur isolé, expression qui persiste dans le langage courant.
Une personne mineure a le statut de MNA si « aucune personne majeure n'en est responsable légalement sur le territoire national ou ne le prend effectivement en charge et ne montre sa volonté de se voir durablement confier l'enfant, notamment en saisissant le juge compétent » (articles L112-3 et L221-2-2 du CASF). Il entre alors dans le droit commun de la protection de l'enfance et dépend ainsi des départements.

## Mineurs isolés étrangers

### Jargon
Le terme « Mineur non accompagné » a officiellement remplacé le terme « Mineur Isolé Étranger » (MIE) en mars 2016 pour mettre l’accent sur la protection de l’enfance,, et inclut donc les mineurs étrangers. Il n’y a donc plus de statut juridique propre au mineur isolé étranger (MIE).

### Prise en charge
La loi prévoit que le dispositif soit appliqué sans condition de nationalité, et sans considérer la régularité du séjour du ou de la mineure concernée. Le mineur n'est pas soumis aux règles françaises de séjour des étrangers. Il ne peut pas faire l’objet d’une mesure d’éloignement (contrairement aux familles avec enfants).
En France, le jeune étranger est considéré comme un mineur avant d'être considéré comme un migrant, à l'inverse d'autres pays, tels que le Royaume-Uni où les mineurs ont obligation de déposer une demande d’asile pour être pris en charge.
Juridiquement il dépend à la fois du droit des étrangers mais, au titre de l’enfance en danger, il est éligible au dispositif français de protection de l’enfance, qui n'exige pas de condition de nationalité et le statut d’enfant doit prévaloir, conformément aux engagements de la France pris dans la convention internationale des droits de l’enfant. Sur la base du droit français, les mineurs non accompagnés doivent être doublement protégé par la loi : d’abord en raison du droit général de protection de l’enfance qui profite à tous les mineurs ; deuxièmement ils bénéficient d’une protection spécifique qui prend en compte leurs besoins particuliers, s’ils sont attestés comme mineurs isolés après une vérification .
En pratique, certains départements manquent à leurs obligations. En 2021, la chambre régionale des comptes estime que la politique de l'enfance du conseil départemental des Bouches-du-Rhône est largement « défaillante », et que la création de squats participe d'un « report de compétences [vers] des initiatives citoyennes bénévoles palliatives ». La Défenseuse des droits Claire Hédon conclut aussi que « le département des Bouches-du-Rhône ne respecte pas ses obligations légales de recueil provisoire d’urgence et porte ainsi atteinte aux droits fondamentaux des mineurs non accompagnés et à leur intérêt supérieur »,.
En mai 2022, Médecins du monde, la Cimade, le Syndicat de la magistrature et une soixantaine d’autres associations appellent à des mises à l’abri immédiates et demandent une loi assurant le « respect de la présomption de minorité »,. En mars, le Comité des droits de l’enfant des Nations unies a ouvert une enquête visant la France, à la suite d'une saisine du Conseil français des associations pour les droits de l’enfant (Cofrade), qui  dénonçait des pratiques « visant à injustement considérer comme majeurs des enfants » ou des « conditions d’accueil défaillantes ».

### Maintien en zone d'attente
Le procureur de la République doit lui désigner sans délai un administrateur, si un mineur étranger non accompagné d'un représentant légal n'est pas autorisé à entrer en France ou dans l'espace Schengen, ou encore lorsqu'il sollicite l'asile à la frontière. Ce dernier l'assiste durant son maintien en zone d'attente et le représente dans l'ensemble des procédures administratives et juridictionnelles relatives à ce maintien. Cette procédure s'applique de la même façon aux mineurs comme aux majeurs, à la différence que les mineurs isolés avérés bénéficient systématiquement du jour franc.

### Demande d'asile
La mesure de protection de l'enfance s'applique en direction des MIE qui peuvent déposer une demande d’asile après avoir fait la demande de protection auprès de l’Aide sociale à l’enfance (ASE). 

### Détermination et estimation de l'âge de la personne mineure
Pour déterminer si un jeune relève de l’ASE, sa situation sociale et sa minorité sont évaluées à l'occasion d'un entretien avec un travailleur social. Depuis la loi asile et immigration de 2018, les départements peuvent demander aux préfectures de vérifier l’authenticité d’éventuels documents d’identité produits par le jeune et s’il s’est déjà présenté dans un autre département. En 2016, 40% de ces mineurs avaient moins de 15 ans. Parmi les mineurs isolés dont l'âge a été évalué par les services de l'Etat entre le troisième trimestre 2013 et le deuxième trimestre 2016, une enquête a conduit à la conclusion que l'intéressé n'était soit pas mineur, soit pas isolé, dans 39 % des cas. Les taux de reconnaissance de la minorité varient beaucoup d’un territoire à l’autre,: en 2017, le taux de reconnaissance de la minorité variait de 9 à 100% selon les départements. Une note de la police aux frontières de 2017 préconise de « formuler un avis défavorable pour toute analyse d’acte de naissance guinéen » (premier pays d’origine des mineurs isolés en France) du fait d’une « fraude généralisée au niveau de l’état civil ». Différents départements peuvent évaluer indépendamment le même jeune.
Les juges pour enfants peuvent solliciter des tests de maturité osseuse, consistant en une radiographie de la main et du poignet gauche, pour évaluer l’âge d’un jeune,. D'après l'ADF ils le font rarement. Cette méthode est très critiquée,,,. La marge d’erreur de ces techniques est de l'ordre de 18 et 24 mois,. Saisi d’une question prioritaire de constitutionnalité en mars 2019, le Conseil constitutionnel avait validé leur utilisation mais estimé qu’ils ne pouvaient pas constituer l’unique fondement dans la détermination de l’âge.
L'examen de la dentition et de la clavicule peuvent également être pratiqués en complément. Le manque de fiabilité de chacune de ces méthodes a été affirmé par de nombreuses autorités médicales scientifiques et éthiques, telles que le Comité consultatif national d'éthique en 2005, l’Académie de médecine en 2007, le Haut Conseil de la santé publique en 2014, le Défenseur des Droits en 2017, ou l'association Médecins du Monde. Aucune méthode ne permet de vérifier avec certitude la minorité du MNA. En 2018 la mission bipartite de réflexion sur les mineurs non accompagnés de l'IGAS recommandait de ne recourir que de manière exceptionnelle aux examens osseux.
Selon l’Assemblée des départements de France (ADF), qui est responsable des MNA dans le cadre de l’Aide Sociale à l’Enfance (ASE), plus de la moitié des prétendus mineurs isolés s’avèrent en réalité majeurs et ne relèvent donc pas de l’aide sociale à l’enfance. Par exemple, pour le département de la Côte-d'Or, en 2019, seuls 21% des demandeurs ont ensuite été déclarés mineurs.
Pour ce qui est de la détermination de l'âge des MNA délinquants, la préfecture de police de Paris met en place en 2020 un dispositif innovant. Les empreintes des interpellés sont adressées, via la Direction centrale de la police judiciaire (DCPJ) et la Direction de la coopération internationale (DCI), aux autorités algériennes, marocaines et tunisiennes, afin qu'elles consultent leurs fichiers. Selon Le Figaro, quinze mois après la mise en place de ce protocole, sur 939 demandes, la DSPAP avait reçu 229 retours d’identifications formelles, établissant qu'il s'agit de majeurs dans 216 cas, soit 96 % de ces soi-disant mineurs étrangers n'ayant pas dit la vérité. Parmi les identifiés figurent 156 Algériens, 71 Marocains et 2 Tunisiens.

#### Les«mijeurs»
Dans certains cas un jeune peut être reconnu comme majeur par certaines institutions et comme mineur par d'autres institutions. Les personnes dans cette situation sont appelées des « mijeurs »,,.
Cette situation peut survenir lorsque :
- Le jeune se déclare mineur en absence de documents d’état civil et les services de la protection de l’enfance le considèrent comme majeur à la suite d’examens médico-légaux.
- Le jeune est en possession de documents d’état civil justifiant sa minorité mais leur authenticité est contestée par les services de protection de l’enfance.
- Le jeune est en possession de documents d’état civil déclarés authentiques justifiant sa minorité mais leurs conditions de délivrance sont contestées par les services de la protection de l’enfance (les documents présentés n’appartiennent pas au jeune qui les présente).
- Le jeune est en possession de documents d’état civil authentiques justifiant sa minorité, mais les examens médico-légaux n'ont pas prouvé sa minorité.
- Le jeune est considéré comme majeur par le juge des enfants mais comme mineur par le juge administratif[37].

Cette situation a de multiples conséquences.
Le jeune étant considéré comme majeur par les services de la protection de l’enfance, il est exclu des dispositifs de protection spécifique aux mineurs isolés.
Les documents d’état civil le présentant comme mineur entraînent son incapacité juridique : il est dans l’impossibilité de contester la décision qui le déclare majeur.
En tant que mineur le dispositif d’hébergement d’urgence ne lui est pas accessible et le jeune est laissé à la rue.

### Fichage
Depuis 2019 en France, un fichier biométrique des mineurs isolés permet au ministère de l’intérieur d’assister l’aide sociale à l’enfance dans l’évaluation de l’âge des jeunes migrants. Il crée une polémique, les associations estimant qu'il permet la traque des migrants,, certains départements refusent de l'utiliser.

### Document de circulation pour étrangers mineurs résidant en France (DCEM)
Ce document est attribué à l'âge de 18 ans, si le mineur peut prétendre de plein droit à un titre de séjour.
Pour les étrangers soumis au régime général, il peut être délivré selon l'article, L. 321-4 du CESEDA, à :
- un mineur dont au moins l'un des parents est titulaire d'une carte «vie privée et familiale», délivrée selon l'article L.313-11 ou d'une carte de résident détenue au titre du regroupement familial ou en qualité de réfugié ou d'apatride, soit d'une carte pluriannuelle "passe-port talents"
- un mineur qui justifie résider en France avec l'un de ses parents[39],[40] depuis qu'il a atteint au plus l'âge de 16 ans ou qui a été confié à l'ASE avant 16 ans (art. L. 313-11, 2° bis),
- un mineur entré en France sous couvert d'un visa d'une durée supérieure à trois mois,
- un mineur dont au moins un des parents bénéficie de la protection subsidiaire et justifie à ce titre d'une carte de séjour temporaire ou d'une carte de résident
- un mineur ressortissant d'un État membre de l'union européenne ou de l'espace économique européen dont l'un des parents au moins est établi en France pour plus de trois mois.
- un mineur dont au moins l'un des parents a acquis la nationalité française, ou celle d'un État membre de l'Union Européenne ou de l'Espace économique européen.

Ces quatre derniers cas ont été ajoutés dans l'article D. 321-16,.

#### Cas des MIE tunisiens
L'accord franco-tunisien prévoit qu'un document de circulation spécifique est délivré aux entrés dans le cadre du regroupement familial ainsi qu'aux mineurs entrés en France pour y poursuivre des études sous couvert d'un visa de séjour d'une durée supérieure à trois mois.

#### Cas des MIE algériens
Un document est délivré aux mineurs dont au moins l'un des parents est titulaire du certificat d résidence de 10 ans ou du certificat de résidence d'un an et qui a été autorisé à séjourner en France au titre du regroupement familial, aux mineurs qui justifient d'une résidence en France depuis qu'ils ont atteint au plus l'âge de dix ans et pendant une durée d'au moins six ans, aux mineurs entrés en France dont au moins l'un des parents réside régulièrement en France.

### Scolarisation
Le droit à la scolarisation est fondamental. La convention internationale des droits de l'enfant de 1989 prévoit que les enfants migrants ont les mêmes droits fondamentaux que tous les autres enfants, y compris celui à l'éducation, mais selon l'Unicef, les lenteur des procédures administratives françaises et la mauvaise volonté des départements retardent beaucoup la scolarisation des MNA.
Ni le ministère de l'Éducation nationale, ni l'entreprise qui accueille les élèves en stage ne doivent contrôler la régularité de la situation des élèves étrangers. Les élèves mineurs étrangers peuvent donc effectuer leurs stages en entreprise comme les autres élèves. Le stage ne peut pas être assimilé à un emploi illégal d'un étranger sans titre de travail, le jeune stagiaire n’étant pas un travailleur.
Le contrat d’apprentissage et le contrat de professionnalisation sont ouverts aux jeunes étrangers, mais dans la mesure où il s’agit de contrats de travail, ils doivent néanmoins être autorisés à travailler avant de pouvoir commencer leurs formations. L’autorisation de travailler peut figurer sur le titre de séjour délivré de façon anticipée à certaines catégories de mineur·es, ou être un document spécifique appelé « autorisation provisoire de travail » (APT), d’une durée maximale de 12 mois renouvelable (code du travail, art. R. 5221-3, 14°).

### Santé
La santé des mineurs non accompagnés non reconnus mineurs est peu étudiée en France. Les données disponibles sont des publications de Médecins du monde et de Médecins sans frontières qui indiquent une forte prévalence de maladies chroniques en lien avec des endémies de pays d'origine (hépatite virale, VIH, tuberculose…), mais aussi avec des psychotraumatismes lié à leur parcours migratoire, dans des conditions de précarité extrême.
Selon une étude réalisée en 2019 par la PASS de l'Hôtel-Dieu de Paris portant sur 301 patients déclarés MNA non reconnus mineurs, 95 % sont des hommes, d'âge moyen déclaré de 16,2 ans, majoritairement originaire d'Afrique de l'Ouest. Un jeune sur trois souffre de psychotraumatisme. 6 % d'entre eux ont été hospitalisés pour des troubles graves pouvant engager le pronostic vital. Ce mauvais état de santé s'explique en partie par un manque de prévention et une prise en charge trop tardive.

### Délinquance
En 2018, le Ministère de la Justice publiait une note sur la situation des mineurs non accompagnés faisant l'objet de poursuites pénales.
En 2021, un rapport parlementaire avance que 10 % des mineurs isolés étrangers ont commis des actes de délinquance. Ces chiffres seraient en hausse « tant dans leur fréquence que dans leur violence ». Avec 2 000 à 3 000 cas recensés par le ministère de la Justice, ces mineurs non accompagnés (MNA) délinquants se singularisent, selon le rapport, par un refus de toute prise en charge,.
Selon Henri Leroy, référent sécurité à la commission des Lois du Sénat (LR), le nombre de migrants mineurs et les problèmes associés ont doublé entre 2015 et 2018. Le parquet de Paris estimait en novembre 2020 que 75 % des mineurs déférés sont des migrants. À Bordeaux, 40 % des faits de délinquance leur seraient imputables, la proportion étant de 24 % deux ans auparavant.
De nombreux professionnels de la justice et de l'enfance ont réagi à ces propos pour dénoncer l'instrumentalisation « honteuse » de « données totalement farfelues », et les amalgames systématique pratiqués entre "mineur étranger" et "mineurs en errance non pris en charge par l'ASE". Ils insistent sur le fait que selon le ministère de la justice, « ces mineurs sont eux-mêmes victimes de violences et sous l’emprise de réseaux. Certains d’entre eux soient victimes de traite des êtres humains ».

Certaines études pointent en effet les problématiques de délinquance et des réseaux criminels qui peuvent se tenir derrière ces jeunes migrants, une partie d'entre eux se trouvant aux mains de trafiquants qui, parfois, les ont fait venir pour intégrer des réseaux de prostitution ou d’autres types de réseaux de travail au noir. Ainsi, selon la Direction de la sécurité de proximité de l'agglomération parisienne, « la moitié des personnes interpellées pour cambriolages sont des mineurs isolés maghrébins ».
« Il est nécessaire que les professionnels fassent attention, pour que les jeunes ne deviennent pas tous, dans l’imaginaire collectif, « des faux mineurs étrangers » ou « des faux mineurs isolés étrangers » ou des « mineurs/majeurs »(...) De ce fait, la régulation de l’immigration ne saurait trouver une issue dans la multiplication des lois restrictives à l’entrée et au séjour des étrangers, mais dans une politique globale d’aide aux pays pauvres. Le combat contre le mythe de l’Occident riche est encore à venir, parce que nous sommes à un tournant des problèmes de l’humanité, où « les sans » ont compris qu’il vaut mieux être pauvre en Europe que de mourir pauvre dans les pays en développement ».

### Nombre et origines
Le nombre de mineurs isolés étrangers augmente depuis plusieurs années. Ils sont surtout originaires d'Afrique francophone (Guinée, Mali, Côte d’Ivoire). Le nombre des mineurs non accompagnés (MNA) intégrant les dispositifs de protection de l’enfance a triplé entre 2014 et 2017. En 2017, un recensement fait en lien avec la Garde des Sceaux évaluait à 25 000 le nombre de mineurs isolés pris en charge. En 2019, 16 760 mineurs ont été confiés à l’ASE par décision judiciaire. D'après l'Assemblée des départements de France (ADF), 40 000 mineurs étaient alors pris en charge par l'ASE par décision judiciaire.
Cette rapide augmentation a pour conséquence de peser sur les départements, dont dépend la protection de l'enfance, qui estiment ne pas avoir les moyens financiers d'organiser la prise en charge de ces mineurs isolés. En 2018, l'ADF évalue à près de 2 milliards d’euros le coût pour les départements, bien au delà des 141 millions d’euros inscrits au projet de loi de finances.

### Coût
En mai 2010, la sénatrice des Hauts de Seine Isabelle Debré (LR) affirme que le coût de la prise en charge de ces mineurs étrangers non accompagnés s’élève à 50 000 € par an. Le chiffre est repris par Marine Le Pen (RN); les tracts du Rassemblement National pour les élections départementales de juin 2021 évoquent la somme de « 40 000 € par an ».
Ces chiffres sont largement surévalués, le prix plafond fixé étant de l’ordre de 25 000  € par an et par enfant selon l'IGAS et plusieurs autres sources, alors qu'une chambre régionale des comptes estime le coût à 14 000 € par an,. Les départements ont intérêt à exagérer les coûts pour obtenir plus d’aide à l’État.
En 2020 la Cour des comptes constate une « méconnaissance des coûts réels des dispositifs et procédures liés aux MNA, qui constitue une lacune grave tant pour piloter cette politique que pour la gérer de manière efficiente. L’absence de comptabilité analytique dans la majorité des départements les empêche en effet de distinguer ce qui relève des MNA dans leurs dépenses. »,

### Critiques et polémiques
En 2020, l'attaque près des anciens locaux du journal Charlie Hebdo, dont l'auteur présumé des faits, né au Pakistan, avait été pris en charge à partir d'août 2018 comme mineur isolé étranger par l’aide sociale à l’enfance du Val-d'Oise et qui avait en réalité 25 ans, relance les critiques sur la prise en charge des mineurs étrangers isolés. Plusieurs hommes politiques de droite réclament de recourir aux tests osseux. La journaliste du média libéral l'Opinion Ivanne Trippenbach décrit une « gestion propice à toutes les dérives ». Après une affirmation de Éric Zemmour sur CNews selon laquelle ces jeunes « sont voleurs, ils sont assassins, ils sont violeurs (...) il ne faut même pas les laisser entrer », la chaîne est condamnée par le CSA. Éric Zemmour et le directeur de la publication de CNews sont poursuivis pour « injure à caractère raciste » et « provocation à la haine », jugés en novembre 2021,, et condamnés en première instance.